# 聖卡尼斯座堂
聖卡尼斯座堂（英語：St Canice's Cathedral）是位於愛爾蘭共和國城市基爾肯尼的一座愛爾蘭聖公會的教堂。教堂的歷史可以追溯至13世紀，是愛爾蘭歷史第二悠久的座堂，僅次於都柏林的聖派屈克大教堂。

## 歷史
基爾肯尼是古代奧索里王國的首都，教堂目前所在的位置自6世紀以來便有基督徒的存在。據推測，此處最早的教堂是木製的，後來在中世紀後期被一座羅曼式的石製教堂所取代，接著取而代之的才是現在這座聖卡尼斯座堂。現存的這座教堂本身的歷史可以追溯至13世紀。
因愛麗絲·吉蒂勒審巫案而聞名的奧索里主教理查·德·雷里德所著的《奧索里紅皮書》現今被保存在這座教堂中。《奧索里紅皮書》中收錄了由雷里德主教所創作的六十首拉丁文讚美詩，根據書中所述，這些讚美詩是為了教堂的「牧師唱詩班」所寫的。

## 結構

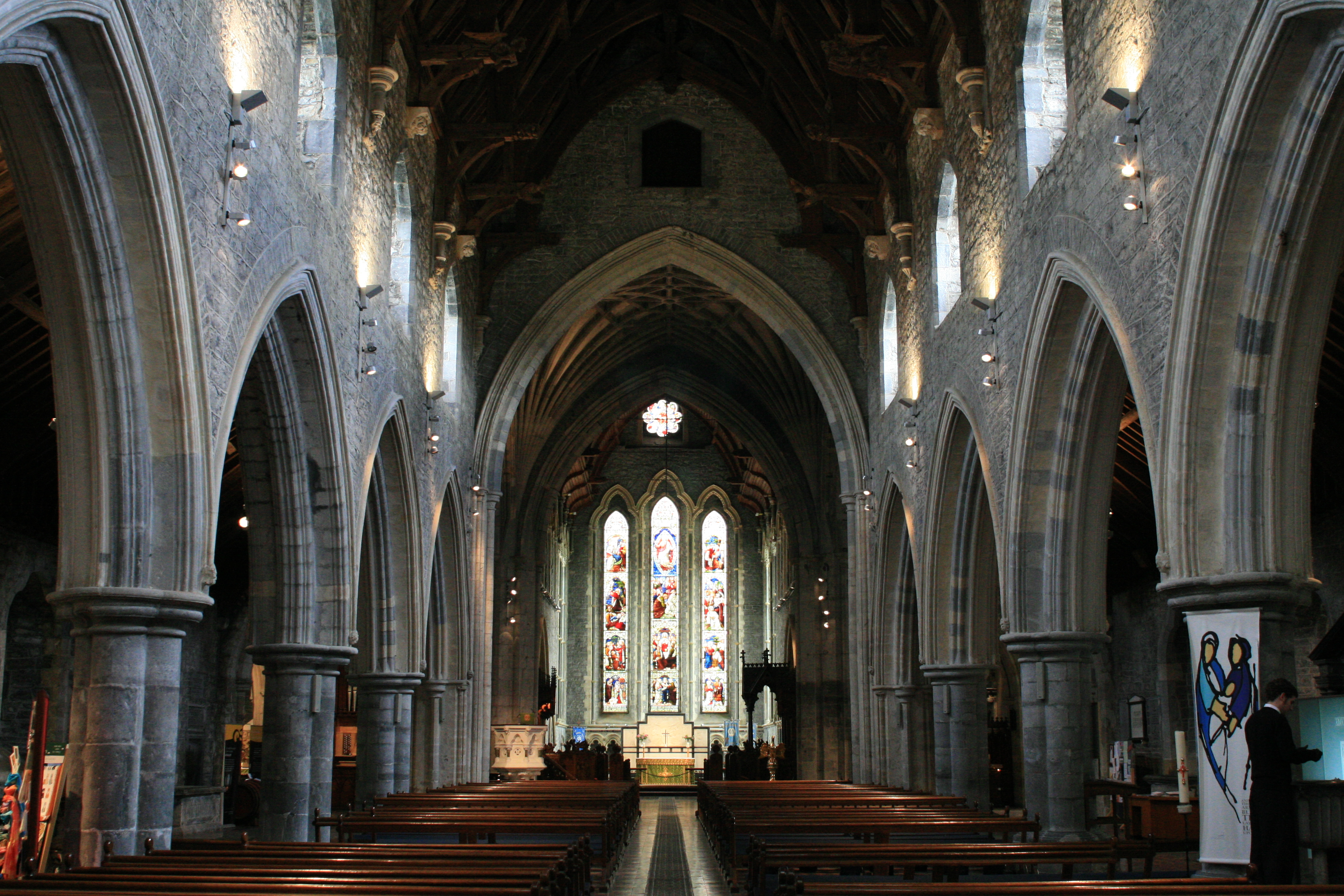
教堂內部

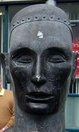
聖卡尼斯的半身像

## 參考文獻

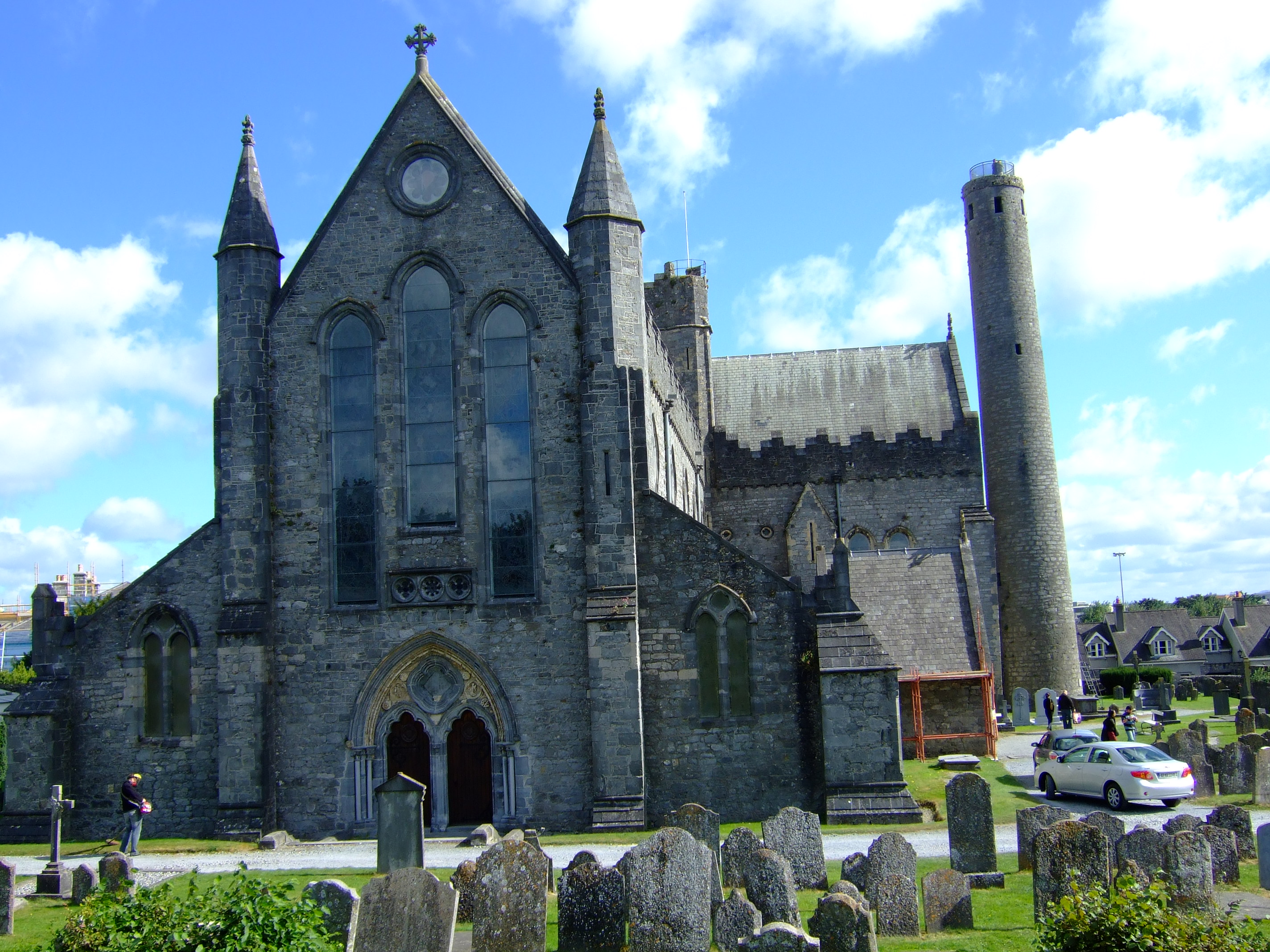
聖卡尼斯座堂

## 外部連結
- St. Canice's Cathedral, Kilkenny (Ossory)
- Photograph of the cathedral （页面存档备份，存于） at sacred-destinations.com
- Photograph of the round tower at charnecki.com